# Yamamoto Kenji
Kenji Yamamoto (sinh ngày 28 tháng 8 năm 1965) là một cầu thủ bóng đá người Nhật Bản.

## Sự nghiệp câu lạc bộ
Kenji Yamamoto đã từng chơi cho JEF United Ichihara và NTT Kanto.

## Thống kê câu lạc bộ

### J.League
| Đội                 | Năm       | J.League | J.League | J.League Cup | J.League Cup | Tổng cộng | Tổng cộng |
| Đội                 | Năm       | Trận     | Bàn      | Trận         | Bàn          | Trận      | Bàn       |
| ------------------- | --------- | -------- | -------- | ------------ | ------------ | --------- | --------- |
| JEF United Ichihara | 1992      | -        | -        | 1            | 0            | 1         | 0         |
| JEF United Ichihara | 1994      | 9        | 0        | 0            | 0            | 9         | 0         |
| JEF United Ichihara | 1995      | 20       | 0        | -            | -            | 20        | 0         |
| Tổng cộng           | Tổng cộng | 29       | 0        | 1            | 0            | 30        | 0         |